# Zgromadzenie Narodowe (Sudan)
Zgromadzenie Narodowe – izba niższa parlamentu federalnego Sudanu. Liczy 450 członków, sprawujących pięcioletnią kadencję. Od 2008 roku, gdy weszła w życie tymczasowa konstytucja Sudanu, której przyjęcie było częścią porozumienia pokojowego kończącego wojnę domową między zdominowanym przez Arabów rządem centralnym w Chartumie a reprezentującą czarnych mieszkańców Sudanu Południowego Ludową Armią Wyzwolenia Sudanu, członkowie Zgromadzenia nie pochodzą z wyborów, lecz są mianowani przez ugrupowania polityczne według ściśle określonego parytetu. Kształtuje się on następująco:
- Kongres Narodowy - 52% mandatów, z czego 49% dla deputowanych z północy Sudanu i 3% z południa
- Ludowa Armia Wyzwolenia Sudanu - 28%, z czego 21% dla deputowanych z południa i 7% z północy
- inne ugrupowania opozycyjne z północy Sudanu - 14%
- inne ugrupowania opozycyjne z południa Sudanu - 6%